# Simon Smith and the amazing dancing bear
Simon Smith and the amazing dancing bear is een lied geschreven door Randy Newman. Hij schreef het terwijl zijn eigen zangcarrière nog goed en wel van de grond moest komen. Het nummer gaat over Simon Smith die als straatartiest probeert geld te verdienen met zijn (al dan niet echte) dansende beer. Newman was net lid geworden van schrijverscollectief Metric Music, waar ook David Gates en Jackie DelShannon lid van waren. De ironie waar Newman later zo beroemd mee werd, was al wel aanwezig: Who needs money when you’re funny.

## Tommy Boyce
De eerste die het op plaat vastlegde was waarschijnlijk Tommy Boyce. Het was zijn laatste single als soloartiest voor A&M Records voordat het project Boyce & Hart begon met uitgeven van muziek en later ook zou leveren aan de The Monkees. De B-kant van de single In case the wind should blow is al geschreven door dat tandem. Boyce nam het op onder leiding en in een arrangement van Leon Russell. Al deze succesnamen leiden uiteindelijk tot niets. Er was geen hitnotering weggelegd voor dit plaatje.

## Alan Price Set
Boyce werd op de voet gevolgd door een opname die verscheen onder de bandmaan The Alan Price Set. Price veranderde iets aan de titel (the vervangen door his) en scoorde in het Verenigd Koninkrijk 12 weken hitparade met als hoogste notering 4. In Nederland en België werd het geen grote hit. Overigens geldt hier als bijzonderheid dat ook de B-kant Tickle me geschreven is door Newman.

### NPO Radio 2 Top 2000
Simon Smith and the amazing dancing bear stond alleen in 1999 in de NPO Radio 2 Top 2000, op plek 1956.

## Andere versies
Er verschenen in de loop der jaren meer covers. Newman begon er pas in 1972 zelf aan voor zijn album Sail Away. Het lied was onder de titel van Alan Price te zien in de eerste aflevering van The Muppet Show. Daarin zong Scooter het met Fozzie Beer aan de ketting begeleid door Rowlf (de hond) achter de piano. Mathilde Santing nam het ook op en wel in 1993.